# Давлеткулово (Тюльганський район)
Давлетку́лово (рос. Давлеткулово) — село у складі Тюльганського району Оренбурзької області, Росія.

## Населення
Населення — 282 особи (2010; 383 у 2002).
Національний склад (станом на 2002 рік):
- башкири — 93 %